# Hans Conzelmann (Theologe)
Hans Conzelmann (* 27. Oktober 1915 in Tailfingen (Württemberg); † 20. Juni 1989 in Göttingen) war ein deutscher evangelischer Theologe und neutestamentlicher Wissenschaftler.

## Leben
Hans Conzelmann wuchs in Tailfingen auf und besuchte dort die Mittelschule. Der Vater war früh verstorben. Ein örtlicher Pfarrer ermöglichte ihm durch Unterricht in den alten Sprachen und das Landexamen, das zu einem weiterführenden Schulbesuch auf einem Seminar berechtigte. 1934 erlangte Conzelmann so das Abitur und nahm das Studium der Evangelischen Theologie in Tübingen am dortigen Tübinger Stift auf. 1936 wechselte er an die Universität Marburg, wo er vor allem durch Hans Freiherr von Soden und Rudolf Bultmann geprägt wurde. Dort trat er im Jahre 1936 dem Clausthaler Wingolf zu Marburg bei. 1938 nahm er nach dem Ersten Theologischen Examen sein Vikariat auf, wurde aber noch im Herbst des Jahres zum Militärdienst herangezogen. Nach schwerer Verwundung 1944 konnte Conzelmann dann 1946 das Zweite Theologische Examen ablegen und eine Stelle als Wissenschaftlicher Assistent bei Helmut Thielicke an der Universität Tübingen antreten. Gleichzeitig wurde er als Verweser einer Pfarrstelle in Ohnastetten bei Reutlingen eingesetzt.
Ab 1948 arbeitete er dann als Religionslehrer an einem Gymnasium. 1951 wurde seine Dissertation, 1952 seine Habilitation von der Universität Heidelberg angenommen. Nun erhielt Conzelmann eine Dozentenstelle für das Neue Testament. 1954 wurde er als Extraordinarius an die Universität Zürich berufen, an der er 1956 ordentlicher Professor wurde. 1960 schließlich folgte Conzelmann einem Ruf an die Georg-August-Universität Göttingen, an der er den Lehrstuhl für Neues Testament bis zu seiner Emeritierung 1978 innehatte. 1966 wurde er zum ordentlichen Mitglied der Göttinger Akademie der Wissenschaften gewählt.
Conzelmanns Dissertation sowie seine Habilitation beschäftigten sich jeweils mit der lukanischen Theologie. So stellen die Dissertation, die sich den geographischen Vorstellungen im Lukasevangelium widmet, sowie seine Habilitationsschrift, die 1954 unter dem Titel Die Mitte der Zeit. Studien zur Theologie des Lukas erschien und das Problem der Verzögerung der Parusie Christi im lukanischen Denken behandelt, neben den Arbeiten von Willi Marxsen und Günther Bornkamm den Beginn der redaktionsgeschichtlichen Arbeit an den synoptischen Evangelien dar.

## Schriften (Auswahl)
- Die geographischen Vorstellungen im Lukasevangelium, Dissertation an der Universität Tübingen 1952 DNB 480344884.
- Die Mitte der Zeit. Studien zur Theologie des Lukas, Habilitationsschrift an der Universität Heidelberg 1952; 7. Auflage Mohr, Tübingen 1993, ISBN 3-16-145946-6.
- Zur Lukasanalyse, Zeitschrift für Theologie und Kirche, Band 49, N° 1 (1952), S. 16–33, Mohr Siebeck, Tübingen 1952 (online: Website jstor.org).
- Der erste Brief an die Korinther, Kritisch-exegetischer Kommentar über das Neue Testament, 5. Band, 1. Auflage 1969, 2. Auflage 1981 Vandenhoeck & Ruprecht, Göttingen, ISBN 3-525-51620-7.
- Literaturbericht zu den Synoptischen Evangelien (Fortsetzung), Theologische Rundschau, Band 43, N° 1, S. 3–51, Mohr Siebeck, Tübingen 1978 (online: Website jstor.org).
- Geschichte des Urchristentums. Grundrisse zum Neuen Testament 5. Vandenhoeck & Ruprecht, Göttingen 61989.
- mit Andreas Lindemann: Grundriß der Theologie des Neuen Testaments 6. Auflage Mohr Siebeck, Tübingen 1997, ISBN 3-16-146811-2.
- mit Andreas Lindemann: Arbeitsbuch zum Neuen Testament, UTB / Mohr Siebeck, Tübingen 1975, ISBN 3-16-147488-0; 13. Auflage, 2013, ISBN 3-8252-0052-3 (UTB)